# Grupo Colina
Se denomina como Grupo Colina a un destacamento de inteligencia y escuadrón de la muerte del Ejército Peruano establecido en octubre de 1991 como parte de una estrategia de guerra de baja intensidad emprendida por el Estado peruano a través de sus fuerzas armadas durante el gobierno de Alberto Fujimori. Fue desactivado oficialmente en noviembre de 1992 y dado a conocer públicamente en 1993. Dependía directamente del Servicio de Inteligencia del Ejército (SIE) directamente, y, a través de una cadena de mando paralela, del Comandante General del Ejército y del asesor presidencial Vladimiro Montesinos.
El grupo Colina fue dirigido por el mayor del Ejército Peruano Santiago Martín Rivas y participó en los asesinatos y desapariciones de al menos cuarenta y nueve personas, mediante sistemáticas violaciones a los derechos humanos, siendo las más destacadas las masacres de Barrios Altos y La Cantuta.
Durante los procesos de Alberto Fujimori, el expresidente fue condenado por su responsabilidad mediata de las actividades de este destacamento, al igual que el exasesor presidencial Vladimiro Montesinos y el excomandante general Nicolás Hermoza. Los miembros del escuadrón fueron condenados a penas entre quince y veinticinco años de prisión.

## Nombre
En un documento desclasificado de la CIA datado en 1994 y publicado por la NSA, recoge como nombres del grupo los de "El Equipito", "Grupo especial de inteligencia de aniquilación" o "Los Magníficos". Los nombres fueron proporcionados por Mesmer Talledo y Clemente Alayo, quienes manifestaban ser parte del grupo (aunque en realidad no lo eran).
En realidad, el grupo, por ser una unidad de inteligencia, no tenía nombre oficial. El nombre fue puesto por un integrante del grupo en honor al capitán de infantería José Colina Gaige quien fue acribillado por una patrulla militar en 1984 cuando operaba como infiltrado dentro de Sendero Luminoso. Sin embargo, dicho nombre fue un nombre informal. Según Sosa Saavedra (integrante del referido grupo), Martín Rivas puso al destacamento el nombre de "Lima".

## Historia

### Antecedentes
Durante el primer gobierno de Alan García operaron grupos con similar modus operandi tales como el Comando Democrático Rodrigo Franco

### Preliminares

#### Archivos del GEIN
Tras la confiscación de los archivos de Sendero Luminoso por parte del GEIN en la Operación Caballero, acaecida en enero de 1991, Santiago Martín Rivas fue destinado a analizar los archivos confiscados junto a un equipo de analistas al edificio de la DINCOTE de la avenida España. El equipo estaba a cargo del comandante Fernando Rodríguez Zabalbeascoa. El trabajo de análisis de la documentación confiscada estuvo coordinada por Vladimiro Montesinos a través de su representante el comandante Roberto Páucar Carbajal. Montesinos, a su vez, transmitía los avances a Alberto Fujimori. A cambio de trabajar con la documentación incautada, el Servicio de Inteligencia Nacional (SIN) destinó 1.500 dólares para gastos operativos del GEIN.  En el transcurso del análisis, surgieron discrepancias entre miembros del GEIN y el equipo de analistas debido al intento de infiltración de estos últimos al GEIN. Esto devino en la ruptura entre ambos equipos en junio de 1991 y el cese de la financiación al GEIN por parte del SIN.
Tras el análisis, se logró establecer la estructura de Sendero Luminoso, los conceptos usados, los nombres de una buena parte de los integrantes del Comité Central, sus modos de actuar y "las razones del salvajismo de sus acciones. Para ellos [los senderistas] eran mensajes de guerra, una manera de asustar a la población para que no ayude a las fuerzas del orden". Luego, Martín Rivas junto a Carlos Pichilingue, elaboraron un informe de alrededor de 400 páginas sobre cómo enfrentar a Sendero Luminoso usando la guerra de baja intensidad, además de entregar reportes de inteligencia a Montesinos. Debido al informe, ambos recibieron una felicitación de Fujimori en junio de 1991. La felicitación fue impulsada por Montesinos para ascender a sus hombres de confianza y conocidos usando como cobertura el informe elaborado por Martín Rivas y Pichilingue.

#### Reunión de la mesa redonda
Tras la presentación del informe, se realizó la denominada "Reunión de la Mesa Redonda". Dicha reunión fue convocada por el comandante general del ejército, Pedro Villanueva Valdivia. Valdivia se comunicó con el general Juan Rivero Lazo, de la DINTE, para una exposición sobre Sendero Luminoso. Rivero sugirió que a dicha reunión asistieran dos agentes de inteligencia para que realizaran tal exposición. De esta forma, Martín Rivas junto a Pichilingue y Rivero se dirigieron al Cuartel General del Ejército donde se realizaría dicha reunión. Luego de realizada la exposición y tras el debate subsiguiente, se acordó responder a las huestes terroristas a través de operaciones de inteligencia por cada atentado o asesinato que realizara Sendero Luminoso con el fin de que
también generen el temor interno en Sendero Luminoso. El objetivo debía ser que ningún senderista se sienta seguro en ningún lugar del territorio, pues, Inteligencia lo encontraría a como diera lugar. 

Por cada acto terrorista realizado contra la población civil, Inteligencia debía responder en forma contundente y aún más drástica sobre objetivos terroristas. Con estas acciones de aniquilamiento, el senderismo lo pensaría, no una vez, sino muchas veces, antes de realizar algún acto terrorista contra las fuerzas militares o policiales o políticos y ciudadanos. Se les haría sentir que ellos no eran tan clandestinos como hacían creer... 
La reunión culminó con la aprobación de lo acordado quedando pendiente la aprobación por parte de Fujimori. Posteriormente, Fujimori informó que tomaría las acciones políticas necesarias ordenando, a la vez, que los jefes de inteligencia de las Fuerzas Armada y la Policía se reunieran para que coordinen acciones conjuntas a futuro.

#### Reunión del SIN
Tras la "Reunión de la Mesa Redonda", en el Servicio de Inteligencia Nacional (SIN) se reunieron Juan Rivero Lazo (por el Ejército), Elesvan Bello Vásquez (por la Fuerza Aérea), Antonio Ibárcena Amico (por la Marina) y Antonio Ketín Vidal Herrera (por la policía). En dicha reunión, que duró dos días y en donde estuvo presente Montesinos como representante de Fujimori, se acordó que la policía tendría énfasis en vigilancia y seguimiento mientras que los grupos operativos de las Fuerzas Armadas "serían las encargadas de realizar la respectiva limpieza". Se determinó también que todas las capturas serían presentadas por la policía y que los grupos de inteligencia trabajarían de forma clandestina.

#### Plan Cipango
En agosto de 1991 fue elaborado el "Plan Cipango" por Santiago Martin Rivas y Carlos Pichilingue. Dicho plan estipulaba "la identificación, captura y posterior puesta a disposición de las autoridades pertinentes, a los delincuentes subversivos pertenecientes a las bandas terroristas que operan en las diferentes zonas". El área de operaciones comprendida en el "Plan Cipango" involucraba Lima, Huacho y Huaral. El plan tenía 3 etapas que eran: selección y reentrenamiento de agentes, infiltración de agentes en las empresas de cada zona y la instalación de un local del SIN para el análisis de información. Los análisis de inteligencia eran realizados para que los agentes tomen "las decisiones más adecuadas en lo que a lucha contrasubversiva se refiere". Además, se dispuso del armamento a usar.

#### Formación del equipo
Entre agosto y septiembre de 1991, se reúne al personal que integrará el Grupo Colina. En el taller de mantenimiento del Servicio de Inteligencia del Ejército (SIE), en agosto de 1991, se llevó a cabo una ceremonia de inauguración donde asistieron Martín Rivas, Pichilingue, Rivero, Rodríguez Zabalbeascoa, Julio Salazar Monroe y los agentes de Colina seleccionados hasta el momento. Los agentes de Colina fueron divididos en 3 equipos, siendo el primero liderado por Jesús Sosa Saavedra, el segundo por Julio Chuqui Aguirre y el tercero por Pedro Suppo Sánchez. Posteriormente, Suppo se convertiría en coordinador operativo entre los equipos por lo que Wilmer Yarlequé Ordinola asumió su puesto en el liderazgo del tercer equipo. En esta época, en septiembre de 1991, realizaron operaciones de seguimiento y vigilancia a la Asociación de Abogados Democráticos (AAD), organismo generado de Sendero Luminoso. La misión era identificar a los abogados Jorge Cartagena y Alfredo Crespo, miembros de la AAD.

### Creación
En octubre de 1991 es creado el Grupo Colina bajo el liderazgo de Santiago Martín Rivas.
Según las declaraciones de un exagente del Grupo Colina, este estuvo formado por 32 hombres y 6 mujeres, entre oficiales y suboficiales reclutados e instruidos por Martín Rivas. Los agentes del Grupo Colina entrenaban en la playa La Tiza y usaban como cubierta un taller de mantenimiento del SIE y una empresa de fachada llamada Consultores y Constructores de Proyectos América (COMPRANSA).

### Acciones
La primera acción de envergadura del Grupo Colina fue la llamada "Masacre de Barrios Altos", acaecida el 3 de noviembre de 1991. Las operaciones del Grupo Colina eran secretas y los miembros de este grupo no podían definir claramente si tenían oficialmente licencia para realizar las ejecuciones.
Las acciones del Grupo Colina fueron las siguientes:
| Fecha                  | Lugar     | Acción                      | Descripción | Ref.                 |
| ---------------------- | --------- | --------------------------- | --- | -------------------- |
| 3 de noviembre de 1991 | Lima      | Masacre de Barrios Altos    | El Grupo Colina ingresó al primer piso de un inmueble ubicado en jirón Huanta en Lima y asesinaría a catorce personas, incluyendo a un menor de ocho años de edad; al parecer debido a una confusión, puesto que habían recibido información de un agente de inteligencia de que habría una reunión senderista en dicho inmueble. | [ 36 ]               |
| 29 de enero de 1992    | Pativilca | Masacre de Pativilca        | Secuestro, tortura y asesinato de seis personas supuestamente vinculadas a Sendero Luminoso: John Calderón Ríos, Toribio Ortiz Aponte, Felandro Castillo Manrique, César Rodríguez Esquivel, Pedro Agüero y Pedro Arias Velásquez. | [ 37 ] [ 38 ]        |
| Febrero de 1992        | Lima      | Asunto Henri Cherriére      | Operación destinada a liquidar a un supuesto senderista de rango importante (Celis Pomatanta) para lograr el ascenso de un senderista colaborador identificado como "Henri Charriére" mediante el cual podrían obtener la ubicación de Abimael Guzmán. Se descubrió, sin embargo, que "Charriére" (Clemente Alayo) había mentido junto a Mesmer Talledo y que el objetivo real de ambos era robarle a Celis Pomatanta, quien en realidad era un narcotraficante. | [ 39 ]               |
| 2 de mayo de 1992      | Santa     | Masacre del Santa           | Secuestro y desaparición de diez campesinos en el valle del Santa supuestamente vinculados a Sendero Luminoso. La masacre habría sido instigada por intereses privados a través de Nicolás Hermoza. | [ 40 ] [ 41 ] [ 42 ] |
| 6-9 de mayo de 1992    | Lima      | Operación Mudanza 1         | El Grupo Colina ingresó al penal de Canto Grande, mientras se realizaba un operativo para retomar el control del penal en manos de las Luminosas Trincheras de Combate, para liquidar a los miembros capturados del Comité Central de Sendero Luminoso. | [ 43 ]               |
| 23 de junio de 1992    | Lima      | Asesinato de Pedro Yauri    | Asesinato del periodista Pedro Yauri, supuestamente vinculado al MRTA, quien abogó por la libertad de la familia Ventocilla luego que cuatro miembros de esta familia fueran secuestrados por elementos militares el 25 de mayo de 1992. | [ 44 ] [ 45 ]        |
| 9 de julio de 1992     | Lima      | Asesinato de Santiago Gómez | Santiago Gómez Palomino, un dirigente israelita, fue secuestrado al ser confundido por miembros del Grupo Colina por otro sujeto. Gómez terminó siendo asesinado. | [ 46 ] [ 47 ] [ 48 ] |
| 18 de julio de 1992    | Lima      | Masacre de La Cantuta       | Secuestro y asesinato de nueve estudiantes y un profesor de la Universidad La Cantuta supuestamente vinculados a Sendero Luminoso. | [ 49 ]               |

En noviembre de 1992, el Grupo Colina fue desactivado. Se ha vinculado al Grupo Colina con los asesinatos del sindicalista Saúl Cantoral (febrero de 1989, asesinado por el Comando Rodrigo Franco), el coronel Edmundo Obregón Valverde (agosto de 1991, muerto en una emboscada senderista), el sindicalista Pedro Huilca (diciembre de 1992, asesinato reivindicado por Sendero Luminoso en El Diario) y el miembro del Grupo Colina Dámaso Pretell (1997, muerto en un accidente de tránsito).

### Descubrimiento
El 2 de abril de 1993, el congresista Henry Pease mostró en la Cámara Baja un documento donde se daba a conocer la existencia de un destacamento llamado "León Dormido". También detalló que los desaparecidos de La Cantuta habían sido asesinados por miembros del ejército. Ante esto, se nombró una comisión investigadora presidida por Roger Cáceres Velásquez.
En abril de 1993, el general Rodolfo Robles Espinoza recibió información sobre la existencia de un grupo asociado a los crímenes de Barrios Altos y La Cantuta. Al tanto de esto, informó al general de brigada José Picón Alcalde sobre lo descubierto en dos reuniones realizadas el 17 y el 26 de abril. Sin embargo, el 28 de abril fue relevado de su cargo y destinado como representante de Perú ante la Junta Interamericana de Defensa en Washington D. C., esto gracias a que Picón le reveló lo contado por Robles al comandante general Nicolás Hermoza, quien deseaba encubrir lo sucedido y por tal motivo organizó un desfile de tanques por las calles de Lima. El 21 de abril,  el alto mando del Ejército junto a los jefes de las regiones militares se reunieron en el Pentagonito para brindar su apoyo a Hermoza.
El 6 de mayo de 1993, la esposa de Robles, Nelly Montoya, leyó un documento donde revelaba la existencia de un "destacamento de operaciones especiales".
Aunque en un principio se negó la existencia de este grupo por su carácter secreto, los documentos encontrados y la confesión de algunos agentes permitieron establecer su existencia, aunque sin haberse podido llegar a saber la implicación, participación o complicidad de sus crímenes en los niveles más altos dentro del ejército mismo o a nivel gubernamental.
En 1995, se aprobó la Ley n.° 26749, conocida también como la Ley de Amnistía, mediante la cual los miembros del Grupo Colina fueron puestos en libertad al acogerse a dicha ley. Previamente, los miembros del Grupo Colina habían sido condenados por un tribunal militar.

### Caso Mariela Barreto
Se especula que algunos agentes del Grupo Colina fueran los responsables del asesinato, tortura y descuartizamiento de la agente del SIE Mariela Barreto (quien fue conviviente y tuvo una hija con Martin Rivas) el 22 de marzo de 1997. Esto posiblemente instigado por el gobierno en venganza por haber denunciado la existencia de los planes “Bermuda”, “El Pino” y "Narval" para atentar contra César Hildebrandt, Heriberto Benítez y Global TV - Canal 13.

### Juicio
En años recientes se ha enjuiciado a los miembros de este Grupo Colina y también a Vladimiro Montesinos. En el juicio del expresidente Alberto Fujimori se le acusó de tener responsabilidad e influencia en la creación y dirección del destacamento. Martín Rivas fue condenado a 25 años de prisión mientras Zabalbeascoa fue condenado a 15 años de prisión.

## Organización
Tenía como misión colaborar con el seguimiento y la detención de miembros de Sendero Luminoso y del Movimiento Revolucionario Túpac Amaru (MRTA), organizaciones terroristas que operaron en el Perú desde 1980 y que colocaron al país en estado de emergencia. El grupo Colina fue responsable de asesinatos y desapariciones de al menos unas 49 personas, entre estudiantes y sindicalistas, sospechosos de estar vinculados a organizaciones subversivas.
Algunos agentes han implicado al asesor presidencial Vladimiro Montesinos, pero la mayoría confiesa contar solo con la versión de Martin Rivas acerca de veracidad de la autorización de los niveles superiores de gobierno. Ningún agente logra implicar al general Nicolás Hermoza, jefe del Comando Conjunto de las Fuerzas Armadas, debido al reconocimiento de la independencia operativa de los aparatos de inteligencia en el mundo.
Los agentes más experimentados del Grupo Colina habían formado parte de otros destacamentos anteriormente. La entrega de armamento y silenciadores se dio en un contexto de numerosos atentados terroristas al día, haciendo necesario un poder de fuego disuasivo para protegerlos mientras estuvieran haciendo guardia o enfrentando al enemigo. Los entrenamientos físicos, prácticas de tiro, destreza en colocación de silenciadores y perfeccionamiento de reflejos, eran imprescindibles para cualquier oficial de inteligencia del mundo moderno y no extrañaba que los miembros del grupo los tuvieran a su disposición. 
Por estos hechos se han presentado varias denuncias por violaciones a los derechos humanos, que forman parte del proceso judicial que se le sigue al expresidente Alberto Fujimori. En 2007, cuatro exintegrantes fueron sentenciados a 15 años por la Primera Sala Penal Especial de la Corte Superior de Justicia de Lima. En 2008, el exagente  Jesús Sosa Saavedra afirmó que el grupo tenía vínculos con las fuerzas del Ejército peruano. En 2024, cinco exintegrantes confesaron los crímenes del caso Pativilca por anticipado.

## Miembros del Grupo Colina
Según la Comisión de la Verdad y Reconciliación, los miembros del Grupo Colina fueron:
| Nombre                          | Puesto en el Grupo Colina                         |
| ------------------------------- | ------------------------------------------------- |
| Fernando Rodríguez Zabalbeascoa | Jefe                                              |
| Santiago Martín Rivas           | Jefe operativo                                    |
| Carlos Pichinlingüe Guevara     | Jefe administrativo                               |
| Marco Flores Albán              | Asistente administrativo                          |
| Juan Pampa Quilla               | Asistente de aspectos legales                     |
| Julio Chuqui Aguirre            | Jefe de equipo y agente de inteligencia operativo |
| Jesús Antonio Sosa Saavedra     | Jefe de equipo y agente de inteligencia operativo |
| Pedro Suppo Sánchez             | Jefe de equipo y agente de inteligencia operativo |
| Hugo Coral Ooycochea            | Agente de inteligencia operativo                  |
| Carlos Zegarra Ballón           | Agente de inteligencia operativo                  |
| Isaac Paquillauri Huaytalla     | Agente de inteligencia operativo                  |
| Juan Vargas Ochochoque          | Agente de inteligencia operativo                  |
| Shirley Rojas Castro*           | Agente de inteligencia operativo                  |
| Estela Cárdenas Díaz            | Agente de inteligencia operativo                  |
| Hércules Gómez Casanova         | Agente de inteligencia operativo                  |
| Jorge Enrique Ortiz Mantas      | Agente de inteligencia operativo                  |
| Antonio Pretell Dámaso          | Agente de inteligencia operativo                  |
| Wilmer Yarlequé Ordinola        | Agente de inteligencia operativo                  |
| Pedro Santillán Galdós          | Agente de inteligencia operativo                  |
| Fernando Lecca Esquén           | Agente de inteligencia operativo                  |
| Rolando Meneses Montes de Oca   | Agente de inteligencia operativo                  |
| Héctor Gamarra Mamani           | Agente de inteligencia operativo                  |
| José William Tena Jacinto       | Agente de inteligencia operativo                  |
| César Héctor Alvarado Salinas   | Agente (Tco. Tercera EP)                          |
| Pablo Atúncar Cama              | Agente de inteligencia operativo                  |
| Julio Ramos Álvarez             | Agente de inteligencia operativo                  |
| Luz Iris Chumpitaz Mendoza      | Agente de inteligencia operativo                  |
| Mariela Barreto                 | Agente de inteligencia operativo                  |
| José Alarcón Gonzáles           | Agente de inteligencia operativo                  |
| Nelson Carbajal García          | Agente de inteligencia operativo                  |
| Gabriel Vera Navarrete          | Agente de inteligencia operativo                  |
| Haydée Terrazas Arroyo          | Agente de inteligencia operativo                  |
| Rosa Ruiz Ríos                  | Agente de inteligencia operativo                  |
| Víctor Manuel Hinojosa Sopla    | Agente de inteligencia operativo                  |
| Ángel Arturo Pino Díaz          | Agente (Tco. Tercera EP)                          |
| Julio Salazar Correa            | Agente de inteligencia operativo                  |
| Augusto Venegas Cornejo         | Agente de inteligencia operativo                  |
| Edgar Cubas Zapata              | Agente de inteligencia operativo                  |
| Artemio Arce Janampa            | Agente de inteligencia operativo                  |
| Albert Velásquez Asencios       | Agente de inteligencia operativo                  |

* Pidió su cambio antes de que se iniciara el operativo que culminó en la masacre de Barrios Altos.
Aunque se ha señalado que Fabio Urquizo, Mesmer Talledo, Leonor La Rosa, José Bazán, Douglas Arteaga, Ángel Sauñi Pomaya y Clemente Alayo fueron parte del Grupo Colina, en realidad no pertenecieron a dicho destacamento.

## En la cultura popular
- En la película Tarata del año 2009, aparece el Grupo Colina durante los hechos ocurridos en la masacre de La Cantuta.
- En la película La Hora Final del año 2017, aparecen miembros del Grupo Colina amedrentando, espiando y torturando a miembros del Grupo Especial GEIN.
- El periodista Umberto Jara, basó su libro "Ojo por Ojo" en una exhaustiva investigación del Grupo Colina, tanto en su creación, los miembros activos de este, sus delitos cometidos, su relación directa con Alberto Fujimori y Vladimiro Montesinos, etc.
- El autor Oscar Colchado Lucio, en su libro "El Cerco de Lima" hace alusión a este grupo paramilitar durante la parte final de su relato.